# Obchodní centrum Letňany
Obchodní centrum Letňany (OC Letňany) je obchodní centrum a zábavní centrum v Česku, nachází se v městské části Praha 9 – Letňany. Má vnitřní plochu 125 000 m² a v roce 2017 bylo největším obchodním centrem v Praze. Na ploše 63 500 m² se zde nachází přibližně 180 obchodů a dále je tu 3500 m² kancelářských prostor, je zde také multikino a čerpací stanice. Kolem se rozkládá přes 3000 parkovacích míst.

## Historie
Obchodní centrum bylo postaveno v roce 1997. Do roku 2016 komplex vlastnil britský obchodní řetězec Tesco, ten ho ale prodal německé firmě Union Institutional Investment GmbH.

### Rekonstrukce (2018)
V říjnu 2018 byla dokončena hlavní část téměř dvouleté rekonstrukce. Ta obsahovala novou koncepci centrálního prostoru a uspořádání jídelní zóny s využitím denního světla. Byla přestavěna plocha u vchodu z Tupolevovy ulice, vznikl nový vstup do módní galerie. V prosinci dojde také k dokončení nového dětského koutku o rozloze 700 metrů čtverečných. Rekonstrukce probíhala za plného provozu a cena modernizace asi 20 tisíc čtverečních metrů plochy byla téměř půl miliardy Kč.

## Fotogalerie

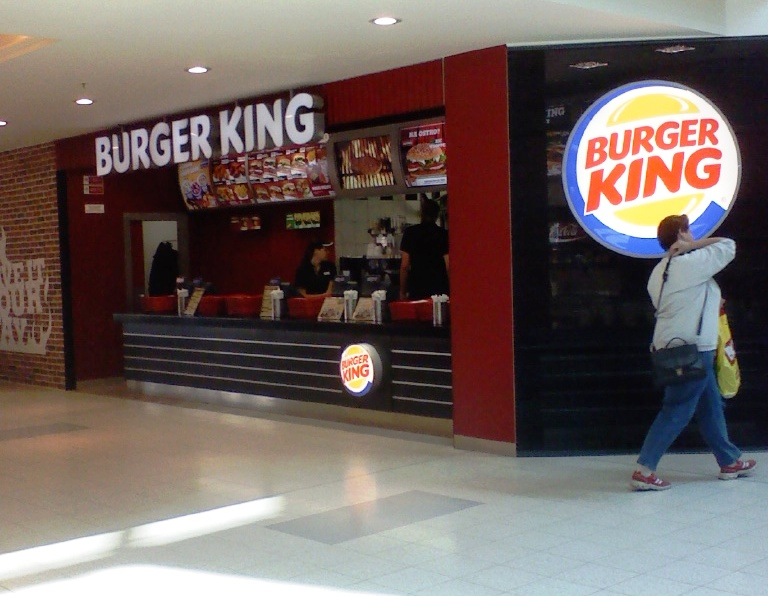
Burger King fast food
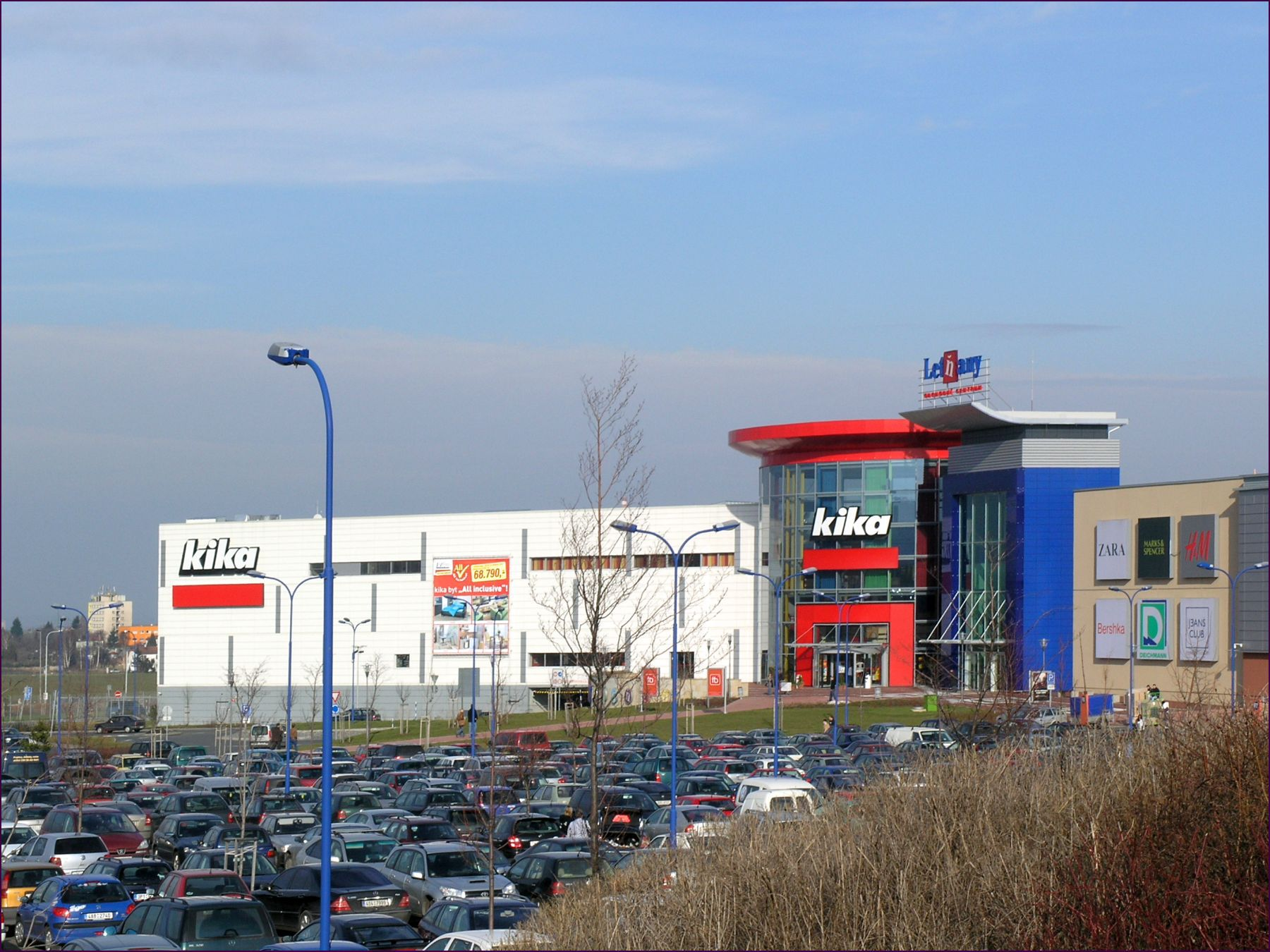
Prodejna nábytku a domácích potřeb Kika
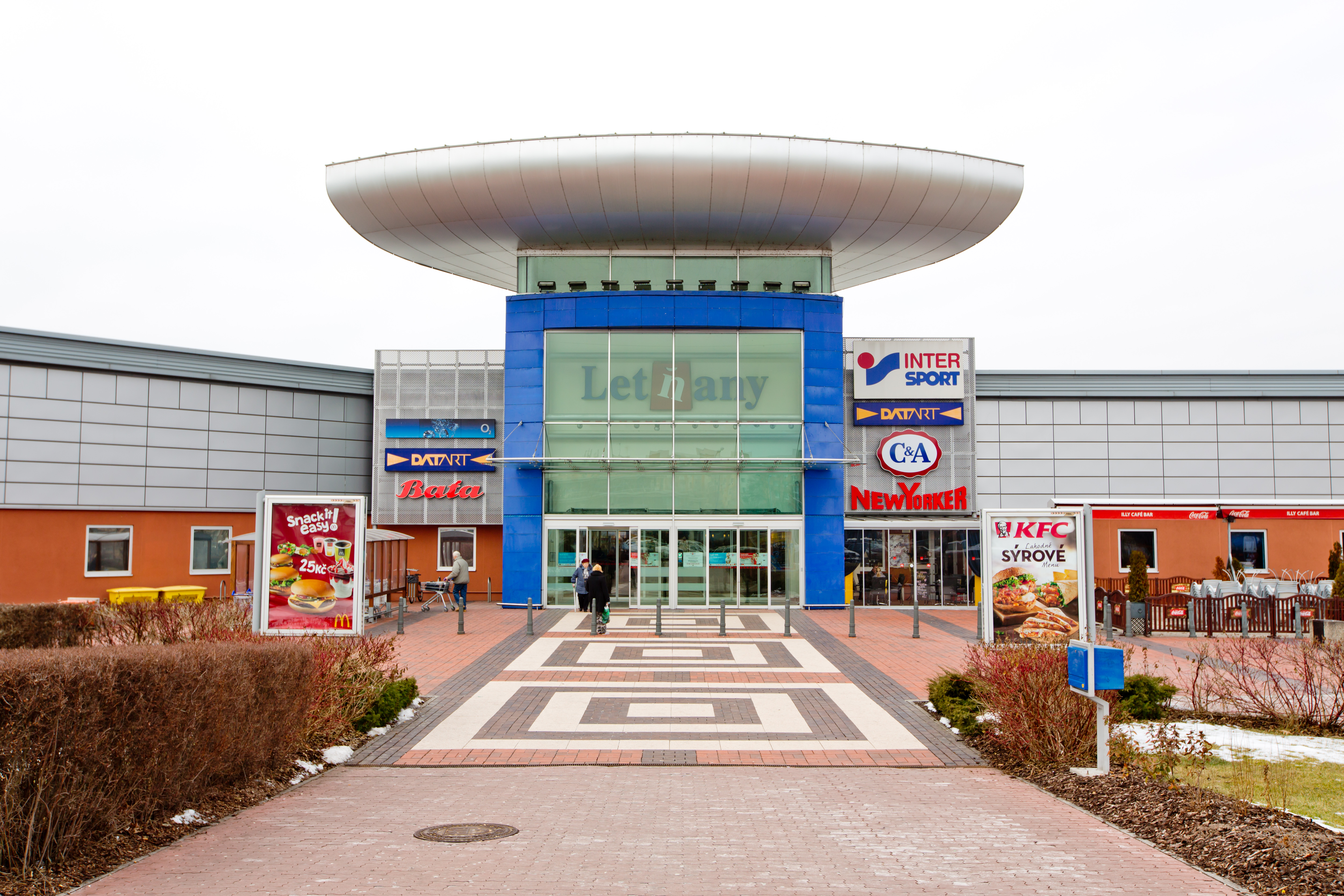
Vstup do objektu
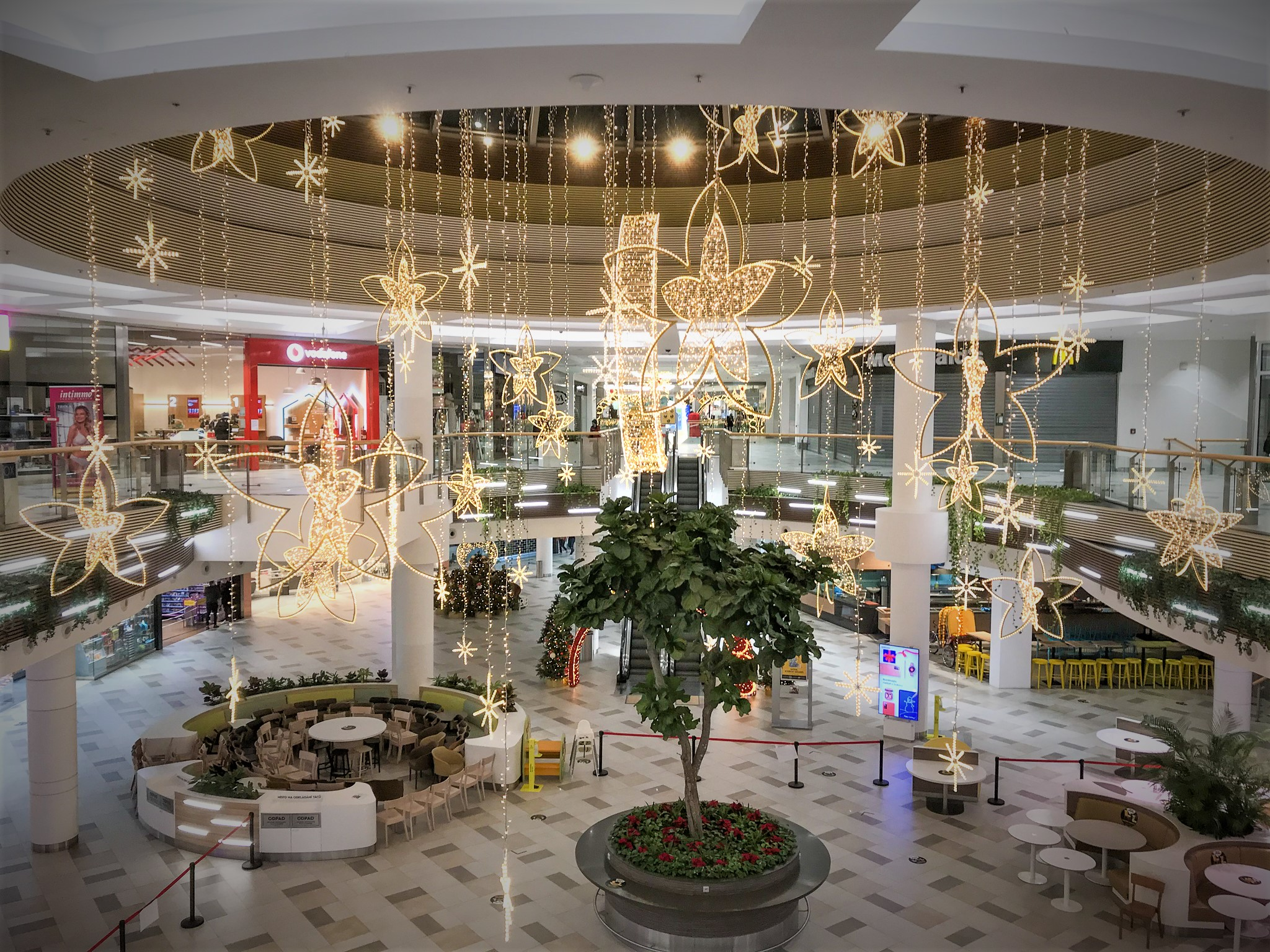
Dvorana